# Норма Шиърър
Норма Шиърър (Norma Shearer) е канадско-американска актриса и холивудска звезда. 

## Биография
Носителка е на „Оскар“ за най-добра женска роля през 1930 г. Престава да се снима през 1942 г., но дотогава остава сред най-известните актриси на Холивуд.
На екрана нейните героини са сексуално освободени и елегантни.
Има 2 брака. Умира от Алцхаймер.

## Избрана филмография
| година | филм        | оригинално заглавие | роля         | режисьор       |
| ------ | ----------- | ------------------- | ------------ | -------------- |
| 1930   | Разведената | The Divorcee        | Джери Мартин | Робърт Леонард |
| 1939   | Жените      | The Women           | Мери Хейнс   | Джордж Кюкор   |